# Parada Gamela

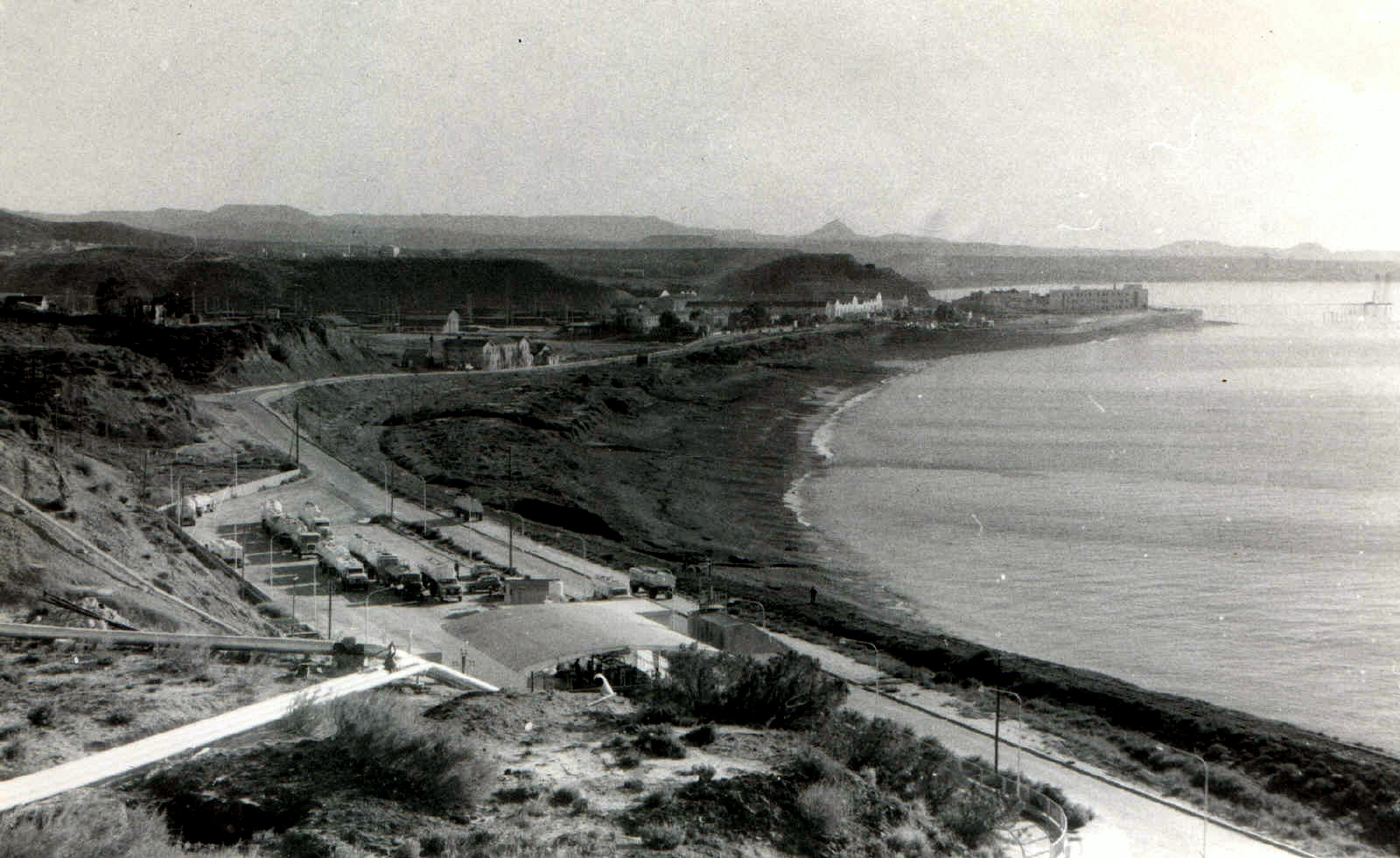
Desde Km 2 se puede ver la parada de Gamela y al fondo el Km4

Gamela era un apeadero ferroviario que funcionó como parada del servicio suburbano del Ferrocarril de Comodoro Rivadavia que unía a esta localidad con Colonia Sarmiento, ambas en la provincia de Chubut (Argentina). Se encontraba en el barrio General Mosconi, Departamento Escalante dentro del ejido urbano de la ciudad de Comodoro Rivadavia. También, servía a la industria petrolera para cargas y descargas. El yacimiento se valía, para sus trabajos, de una pequeña red Decauville que pasaba en frente de esta parada.

## Toponimia
El nombre del apeadero se debió a que se ubicaba al frente del edificio destinado a alojar empelados de YPF, llamado en ese tiempo gamela. El apeadero mantuvo otro nombre que no alcanzó a imponerse:cerro Hermitte, en alusión al cerro cercano. El accidente geográfico hace honor a Enrique Martín Hermitte, un ingeniero argentino (nacido en Buenos Aires) que organizó y dirigió la Dirección General de Minas e Hidrología, dependiente del Ministerio de Obras Públicas.
Por último, también fue apodada en la jerga ferroviaria Kilómetro 3 por la distancia hasta la estación madre. Además, con esta denominación se buscó seguir la progresión que iniciaba en estación Comodoro (Km 0), apeadero Muelle YPF (Km 2), apeadero Gamela YPF (Km 3), desvío Almacén YPF (Km 4) y el remate en Talleres que fue redondeado a Km 5.

## Generalidades
Este apeadero al funcionar como parada permitía el acceso de los viajeros a los trenes o su descenso en este lugar, aunque no se vendían pasajes ni contaba con una edificación que cumpliera las funciones de estación propiamente dicha. 
En 1958 fue descripto en un informe. En el documento se informaba que el equipaje que no sea bulto de mano, debería ser cargado o descargado, según el caso, por el interesado directamente en el furgón. No poseía desvío. Sin embargo, le fue colocado desvío y apartadero. No obstante, estos en realidad se correspondían a Km 4 y por un leve error fueron atribuidos a este apeadero. Esto se debió al itinerario de 1934 que llamó Km 3 a Km 4. Prueba de ello es que Km 3 en ese itinerario estaba en el punto kilométrico 3.4, el cual no se corresponde con Gamela.
En proximidades a la parada, en el tramo hacia la vecina parada Muelle YPF, se produjo el Accidente ferroviario de 1960 Km3-Comodoro Rivadavia con consecuencias fatales. El lugar hoy es una playa popular y una cruz marca el sitio del incidente.
Formó parte del Ferrocarril de Comodoro Rivadavia que comenzó a funcionar en el año 1910 y que fue cerrado definitivamente en el año 1978.
La parada no dejó el menor rastro de su existencia en la actualidad y ya para 1992 era muy difícil de ubicar donde había sido su lugar. Para 1993 gran parte del tramo entre Comodoro Rivadavia y Km 4 terminó siendo arrasado por el mar. Por medio de la erosión marina y la falta de protección costera se perdió parte del talud de los cerros por el cual pasaban las vías y terraplén. Lo que sobrevivió fue sepultado bajo el asfalto y ripio en mucho puntos.

## Funcionamiento

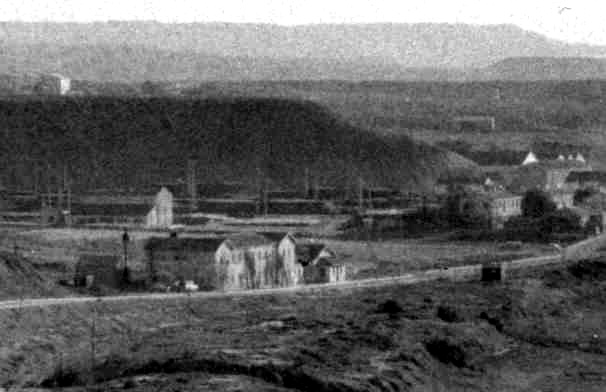
La pequeña garita de la parada frente al edificio Gamela de YPF.

### Itinerarios históricos
El análisis de itinerarios de horarios lo largo del tiempo confirman como varió el uso de la parada. La parada se incorporó de forma tardía al ferrocarril no figurando en los itinerarios 1920, 1928, 1930, 1934 y 1936. Sin embargo, estos documentos solo informaron del vecino desvío Km4.
Desde 1938 un itinerario describió la sección del servicio suburbano, donde figuró por primera vez esta parada como Apeadero C. Hermitte. El viaje a desde Comodoro a este punto tardaba 6 minutos y para llegar a la parada vecina es de km² se necesitaban 2 minutos y otros 4 minutos hasta estación Talleres. La velocidad del servicio que se reflejó en los horarios fue gracias a la introducción de ferrobuses que ejecutaron todos los servicios de pasajeros.
El itinerario de Ferrocarriles del Estado del 15 de diciembre de 1940. Todos los viajes de todas las líneas pasaron a operarse con ferrobuses. El viaje principal partía los domingos desde Comodoro a las 7:08, pasando por este punto a las 7:13 y arribando a Sarmiento a las 10:45; mientras que había otro viaje que partía todos los días menos domingos desde las 16:30, paso por esta parada a las 16:35 y llegada a Sarmiento a las 20:25. En tanto, el viaje desde Sarmiento se producía los domingos desde las 17:45 con arribo a Comodoro a las 20:58; mientras que el viaje que corría todos los días menos domingos lo hacía desde las 7:45 con llegada a las 11:11 a Comodoro. Por otra parte, el itinerario informaba gran variedad de servicios que ejecutaron el viaje de media distancia a Escalante. Los mismos partían desde Comodoro a las 1:00, 6:35, 11:35, 16:40 y 18:49 y la vuelta desde Escalante se ejecutaba 2:15, 8:00, 13:00, 17:55 y 20:35. Además, el apeadero era paso de las líneas a Astra, Talleres y COMFERPET. Por último, el itinerario se refirió a este punto como Apeadero Cerro Hermitte y no poseía al fecha edificación para pasajeros.
Otro de los itinerarios que ofreció información del servicio suburbano es el itinerario de 1946. En este informe fue llamado Apeadero Km 3 (Gamela). Los tiempos de llegada con las estaciones no variaron. Por otro lado, este informe se introdujo la parada vecina Km 3.6 (después sería nombrada Km 4 o Almacén YPF), de la que estaba distanciada por un minuto.
El mismo itinerario de 1946 fue presentado por otra editorial y en el se hace mención menos detallada de los servicios de pasajeros de este ferrocarril. En el documento se aclaró que la mayoría de los ferrobuses pararían en puntos adicionales que los pasajeros solicitaran para ascender o descender. Las tarifas se cobraban desde o hasta la estación más próxima anterior o posterior. La diferencia principal es que a este punto no fue tenido en cuenta para el viaje de larga distancia a Sarmiento y que por primera vez se lo aludió como Gamela (Ap.).
El 10 de diciembre de 1948 fue presentado un itinerario que no representó grandes variaciones respecto del presentado en 1946. Sin embargo, la gran diferencia con el anterior documento estuvo en el viaje de cargas que recorría la línea completa desde Comodoro a Sarmiento; y no partía desde Talleres como en el itinerario anterior. De este modo, el viaje de cargas partía sin un día estipulado, en forma condicional desde Comodoro a las 9:30, paso por este punto a las 9:38 y arribo a Sarmiento a las 18:05. En tanto, la vuelta vuelta desde Sarmiento se producía desde las 10:20 con arribo a estación Comodoro a las 20:25. Por último, el itinerario se refirió a este punto como Apeadero Km 3 (Gamela).
El último informe de horarios de noviembre de 1955 mostró que la situación de poca relevancia de la parada siguió igual que en los años anteriores, ya que no fue nombrada como escala ferroviaria de larga distancia.
En otra sección del informe dedicado al servicio suburbano, que tenía su inicio en Comodoro y como puntas de rieles a Km 27, Km 20 y COMFERPET, es detallado con paradas y horarios de este servicio. En este documento se menciona a esta parada como Ap. Km 3 con preferencia a Gamela que estuvo en segundo lugar. Al coche motor que partía desde la estación matriz le tomaba alcanzar este punto 6 minutos. En tanto. estaba separada por 2 minutos de Km 2 y del embarcadero Almacén YPF por otros 2 minutos.

### Registro de boletos
Una extensa colección de boletos no hace mención a este punto. Esto se explica por los itinerarios, previamente analizados, de 1938 y 1946 que señalaron a Comodoro como punto de partida de las tarifas; estando el tramo Comodoro-Talleres en la primera sección de precios. De este modo, se podía viajar, previo paso Km 2, Km 3 y Km 4, a Talleres en los servicios suburbanos o de larga distancia. Es por ello que se ve en la colección a Talleres como destino muy recurrente. Asimismo, la tarifa tenía el valor de 0.50 en primera clase y 0.30 en segunda y fue posible por la escasa distancia entre estos puntos..

## Ramal decauville YPF
Paralelo a este punto ferroviario funcionó un remal decauville. Este pequeño ramal industrial, propiedad de YPF, era una línea subsidiaria del ferrocarril de Comodoro. Tuvo gran importancia en el ferrocarril dado que este pequeño ramal industrial atravesaba una parte del barrio General Mosconi corriendo paralelo a los apeaderos Km 2, Km 3 y Km 4. De esta manera, Km 3 era un punto intermedio para las cargas y para buscar pasajeros. Su trocha medía 60 cm, y actualmente aún hay muchos vestigios de vías en barrio. Iniciaba su recorrido desde el muelle petrolero y tras atravesar el barrio Moreno, la gamela, los almacenes YPF, la ex proveeduría acaba en proximidades a la administración de la petrolera estatal en el corazón de Km 3. El uso también conllevaba transporte de pasajeros en sus pequeños vagones. 
Fue desactivado a fines de los años 1970, en medio del plan de achique de costos del gobierno militar. Luego de la desafección del material rodante, YPF colocó en el patio de juegos del jardín céntrico N° 403 una locomotora utilizada por el ramal. La misma tuvo algunas modificaciones y fue pintada de varios colores. Su presencia en la institución le hizo ganar al jardín el cálido apodo de "Jardín El Trencito". Hoy algunos de sus trenes descansan en el Museo Nacional del Petróleo.

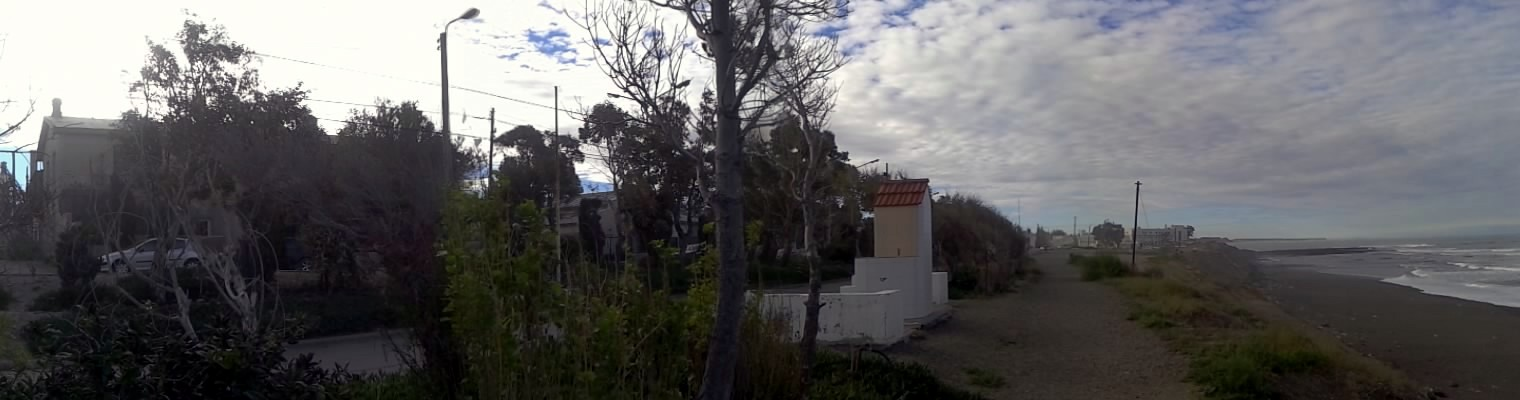
Proximidades donde se ubicó el apeadero aun con material ferroviario presente.

## Galería
| |
| Desde el Cerro Chenque se observa los primeros años de kilómetro 3 con intensa explotación. Se observa el sector de tanques de petróleo y una destilería. Sobre el acantilado se observa en perfectas condiciones el terraplén que uso por años el ferrocarril |

|                                                                                  |
| Antiguo tren carguero que utilizó YPF en su explotación. También llevó pasajeros |

|                                                                                 |
| Últimos tramos visibles de las vías que pasaban por aquí y se dirigían al norte |

|                                                                              |
| La garita de la parada justo en frente del edificio Gamela. Hoy desaparecida |